# FM Modelo 1924/1929D de 7,5mm

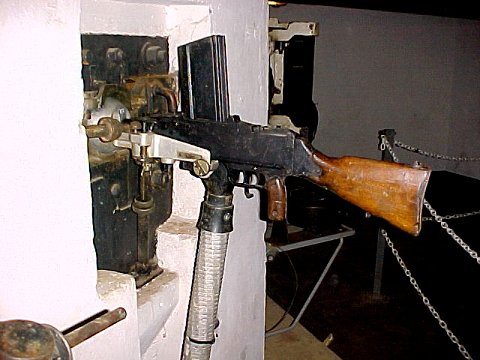
Um FM sob casamata com tremonha RB.

O Fuzil-metralhador Modelo 1924/1929D de 7,5mm (em francês:  Fusil-mitrailleur de 7,5 mm modèle 1924/1929 D) foi a arma de infantaria mais utilizada da Linha Maginot.
Trata-se de uma simples adaptação da metralhadora padrão MAC 24/29 às ameias das janelas interiores, blocos e canhoneiras da Linha Maginot. Portanto, difere apenas em alguns pontos:
- Disparar o cartucho Mle1929 C com bala pesada modelo 1933 D, daí o nome FM 24-29 (D), mas poderia disparar outros cartuchos;[1]
- Novo cano (D) e alça de mira adaptada ao cartucho Mle 1933 D;
- Passo do raiamento de 235mm em vez de 270mm.
- Extensão da alavanca de armar (apenas para pares de casamata);
- Retirada da coronha, bipé e do guarda-mão, além do anel da bandoleira, quando a montagem assim o exigisse.

## Localizações
O FM 24-29(D) foi usado:
- Nos bastiões externos das casamatas;
- Nas canhoneiras GFM, tipo A e B, canhoneira tipo B, com junta esférica, sendo mais resistente a tiros diretos que as do tipo A;[3]
- Nas casamatas de intervalo Pamart;
- Nas canhoneiras gêmeas em certas casamatas de intervalo;
- Nas canhoneiras de janelas blindadas, exteriores ou interiores;
- Nas canhoneiras internas de defesa do acesso às galerias;

Os FM de bastiões foram instalados permanentemente em seus locais enquanto os de casamatas ou de defesa interna foram, em geral, instalados apenas quando necessário.

## Montagem
O FM 24-29(D) foi montado em vários tipos de reparos:
- Montagem para bastiões A e B. O do tipo B, com junta esférica, sendo mais resistente a tiros diretos que o bloco paralelepipédico do tipo A;
- Montagem de canhoneira de casamata (tipo SB = sous béton, sob concreto), não impermeável, limitado a um simples estribo no qual é colocado o guarda-mão da arma;
- Montagem em cremalheira de porta (tipo SP = sur porte, sobre porta) ainda mais curto;
- Montagem tipo RB (Rotule-Béton, Junta Esférica-Concreto) para canhoneira externa, limitado a uma junta esférica que garante a vedação no engate do cano e a um suporte de guarda-mão apoiado em muleta;
- Montagem do tipo FMB, conhecido como “Tremonha FMB modelo 1940" (em francês:  trémie FMB modèle 1940), bastante semelhante ao dos bastiões B, composto por uma tremonha de aço fundido na qual engata uma canhoneira com junta esférica que suporta o FM; era resistente aos tiros do canhão 47AC.[4]

Um coletor de estojos era colocado na janela de ejeção, à direita da arma, e conectado a um tubo flexível que evacuava os estojos para um recipiente à prova d'água ou diretamente para fora, através de uma abertura escavada na parede da casamata. Os FM de defesa interior não possuíam tubo de descarga, caindo os estojos diretamente em uma bolsa flexível conectada ao coletor.

## Implementação
As defesas da Linha Maginot empregavam o considerável número de 2.512 fuzis-metralhadores FM 24-29 (D), os quais se somam também os das tropas de intervalo em posições sumárias. O Tenente-Coronel Philippe Truttmann acredita que teria sido mais criterioso substituí-las por submetralhadoras, de calibre 9mm ou 11,43 mm, para a defesa interna das fortificações e reservar os FM para as seteiras externas que cobriam um campo de ação de certa profundidade. Um projeto de submetralhadora de defesa interna foi pensado mas abandonado.

## Características
- Calibre: 7,5mm
- Alcance: 600m
- Cadência de tiro: 500tpm
- Carregador: 20 tiros
- Comprimento total: 1,08 m
- Comprimento do cano: 0,5m
- Peso vazio: 9,1 kg